# Двойной агент
Двойной агент (агент-двойник) — агент, сотрудничающий одновременно со спецслужбами двух, часто противоборствующих, государств.
Характер отношений агента-двойника со спецслужбами может быть различным. Агент-двойник может действовать только в интересах одной спецслужбы и вводить в заблуждение другую, скрывая от неё связь с первой спецслужбой и создавая видимость честного сотрудничества, а может и не скрывать своей связи с другой спецслужбой и одновременно снабжать обе спецслужбы интересующей их информацией друг о друге.
Двойных агентов можно разделить на несколько типов:
- «Торговец» — поставляет информацию одной стороне в обмен на получение информации от неё о другой стороне
- «Засланный казачок» — лицо, не являющееся кадровым сотрудником спецслужбы, которое по заданию этой спецслужбы предлагает свои услуги противнику или «позволяет» себя «завербовать»
- «Крот» — кадровый работник спецслужбы, тайно работающий на спецслужбу противника
- «Лжекрот» — кадровый работник спецслужбы, который по заданию этой спецслужбы предлагает свои услуги противнику или «позволяет» себя «завербовать»
- «Перевёртыш» — агент, который по той или иной причине согласился сотрудничать  со спецслужбой противника (чаще всего после его разоблачения, чтобы избежать наказания)

## Примеры
- Морленд, Сэмюэль
- Ивар Лисснер
- Линдеманс, Христиан Антониус
- Пужоль, Хуан
- Сергеева, Наталья
- Лаго, Борис Фёдорович
- Фоя, Людмила Адамовна